# Golfingia anguinea
Golfingia anguinea är en stjärnmaskart som först beskrevs av Sluiter 1902.  Golfingia anguinea ingår i släktet Golfingia och familjen Golfingiidae. Inga underarter finns listade i Catalogue of Life.